# Chiretolpis woodlarkiana
Chiretolpis woodlarkiana là một loài bướm đêm thuộc phân họ Arctiinae, họ Erebidae.